# IC 414
IC 414 је спирална галаксија у сазвјежђу Орион која се налази на листи објеката дубоког неба у Индекс каталогу.
Деклинација објекта је + 3° 20' 35" а ректасцензија 5h 21m 55,0s. Привидна величина (магнитуда) објекта IC 414 износи 14,3 а фотографска магнитуда 15,1. IC 414 је још познат и под ознакама MCG 1-14-33, CGCG 421-40, IRAS 05192+0317, PGC 17179.